# Bulgaria en el Festival de la Canción de Eurovisión 2018
Bulgaria participó en el Festival de la Canción de Eurovisión 2018. El país fue representado por el grupo EQUINOX y su canción Bones, seleccionados internamente por la cadena búlgara BNT.

## Elección interna
Bulgaria confirmó su participación en Eurovisión 2018 el día 19 de septiembre de 2017. Varias semanas más tarde, se anunció que su representante sería elegido, una vez más, internamente. El 24 de noviembre de 2017 abrieron la ventana para mandar candidaturas, hasta el 20 de diciembre de 2017 (aunque se alargó el periodo hasta el 29 de diciembre de 2017).
En este periodo, la cadena búlgara recibió un total de 202 candidaturas, de las que 13 pasaron a la siguiente etapa del proceso de selección. El 31 de diciembre de 2017 se publicaron los nombres de las canciones:
- A New Home
- Bad News
- Bones
- Choosing
- Cold as Ice
- Collide
- Colours
- Love Never Lies
- Lovers to Enemies
- Rebirth
- Sky Symphony
- Two Hearts Collide
- You Will be the Change

Las trece canciones fueron evaluadas por varios grupos de personas. Tras recibir sus opiniones, el número de proyectos aún en la competición se redujo a tres el 18 de enero de 2018. El 31 de enero de 2018 se decidió el ganador, pero no se anunció hasta el 12 de marzo de 2018. Ese día se desveló que sería el grupo Equinox quien representará al país en Eurovisión, con su tema Bones.

## En Eurovisión
El Festival de la Canción de Eurovisión 2018 tendrá lugar en el Altice Arena de Lisboa, Portugal y consistirá en dos semifinales el 8 y 10 de mayo y la final el 12 de mayo de 2018. De acuerdo con las reglas de Eurovisión, todas las naciones con excepción del país anfitrión y los "5 grandes" (Big Five) deben clasificarse en una de las dos semifinales para competir en la Gran Final; los diez mejores países de cada semifinal avanzan a esta final. Bulgaria estará en la semifinal 1, actuando en el puesto 10.